# قائمة التراث الثقافي اللامادي في المغرب العربي

شهد تعريف مصطلح التراث الثقافي في مضمونه تغيراً كبيراً في العقود الأخيرة من قبل منظمة اليونسكو، ويرجع ذلك جزئياً إلى الصكوك التي وضعتها اليونسكو. ولا يقتصر التراث الثقافي على المعالم التاريخية ومجموعات القطع الفنية والأثرية، وإنما يشمل أيضا التقاليد أو أشكال التعبير الحية الموروثة من أسلافنا والتي تداولتها الأجيال الواحد تلو الآخر وصولاً إلينا، مثل التقاليد الشفهية، والفنون الاستعراضية، والممارسات الاجتماعية، والطقوس، والمناسبات الاحتفالية، والمعارف والممارسات المتعلقة بالطبيعة والكون، والمعارف والمهارات في إنتاج الصناعات الحرفية التقليدية.
يشكل التراث الثقافي غير المادي، بالرغم من طابعه الهش، عاملاً مهماً في الحفاظ على التنوع الثقافي في مواجهة العولمة المتزايدة. ففهم التراث الثقافي غير المادي
للمجتمعات المحلية المختلفة يساعد على الحوار بين الثقافات ويشجع على الاحترام المتبادل لطريقة عيش الآخر.
وأهمية التراث الثقافي غير المادي لا تكمن في تمظهره الثقافي بحد ذاته وإنما في المعارف والمهارات الغنية التي تنقل عبره من جيل إلى آخر. والقيمة الاجتماعية والاقتصادية التي ينطوي عليها هذا النقل.

## لمحة تاريخية عن فكرة مشروع صيانة التراث الشفهي اللامادي للإنسانية

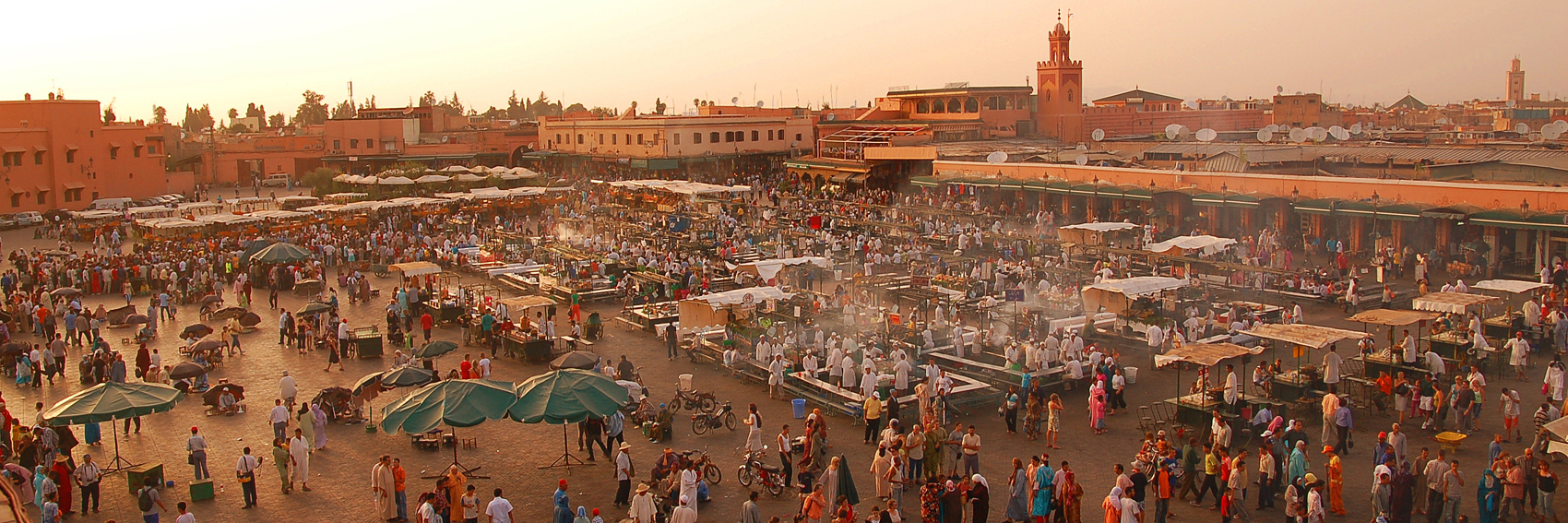
حماية الأنشطة الشفهية التراثية في المغرب بساحة جامع الفنا ألهمت اليونسكو لإتخاذ وتبني مبادرة تسمية وتصنيف روائع التراث الشفهي اللامادي للإنسانية.

جاءت فكرة المشروع من طرف المهتمين بالتراث الشفهي اللامادي الموروث والمتبقي بالنسبة لأنشطة ساحة جامع الفنا، حيث بات الشعور بالقلق إزاء تلاشي بعض مقومات التراث الشفهي بساحة جامع الفناء بمدينة مراكش بالمغرب.
وفي عام 1997، بادر عدد من المثقفين المغاربة ومنظمة اليونسكو بعقد اجتماع في مدينة مراكش المغربية حدد خلاله مفهوم «التراث الشفوي للإنسانية». وتقرر خلاله التفريق بين أعمال هذا التراث بهدف حفظها وإبراز قيمتها، وذلك في إطار «إعلان روائع التراث الشفوي والتراث اللامادي للإنسانية».
وفي عام 2001 أعلنت لأول مرة قائمة مأثورات تقدمت بها الدول. وتوضع قائمة جديدة كل سنتين. ويجب أن تكون المأثورات المقترحة تعبيرا ثقافيا حيا أو مهددا، كما يجب أن تكون قد وضعت لها برامج لصيانتها وتطويرها.
وفي عام 2003 تبنت الدول الأعضاء في اليونسكو اتفاقية لصون التراث الشفهي اللامادي للإنسانية، التي دخلت حيز التنفيذ في شهر أبريل 2006. وقد أعطيت التوجيهات العملية لهذه المعاهدة من قبل اللجنة الدولية الحكومية، وحددت قائمة تمثيلية وأخرى تستوجب الصون الاستعجالي لتظهر عليها المأثورات التي حددت سابقا وتسجل عليها سنويا مأثورات جديدة.

## قائمة اليونسكو
وهذه لائحة مواقع التراث الثقافي الإنساني العالمي في المغرب العربي، مرتبة حسب تاريخ إدراجها في قائمة مواقع التراث العالمي لليونسكو.

### إحصاءات موجزة
| الدولة    | أول تسجيل | الإجمالي |
| --------- | --------- | -------- |
| المغرب    | 2005      | 6        |
| الجزائر   | 2008      | 5        |
| موريتانيا | 2011      | 1        |
| تونس      | 2018      | 1        |

| المجموع العام للتراث العالمي غير المادي في دول المغرب العربي المسجل ضمن قائمة اليونسكو. | 13 موقع |

### القائمة
| المغرب                                                            |  | |       |      | |
| عادات وممارسات ودراية بشأن شجرة الأرغان                           |  | السوس الأقصى 30°18′N 9°20′W / 30.300°N 9.333°W                                                                            | 00955 | 2008 | يتم استخراج زيت أرغان للتغدية بمجهود يدوي، يتطلب الأمر مجهوداً يدويا لدى النساء المتخصصات في استخراجه لكسر النواة واستخراج اللوزة، ونواة الأركان أشد صلابة بمقدار خمسة عشر مرة من نواة البندق. بعد كسرها يتم تسخين اللوزة أوتخبز على النار ثم تطحن برحى يدوية مخصصة لطحن الأركان، وتؤخذ العجينة المطحونة فتعصر باليد لاستخراج الزيت. في حالة زيت الأركان الطازج، المستخدم للتجميل، فلا يتم تسخين اللوزة بل تطحن طازجة ليستخرج الزيت مباشرة. وجدبر بالذكر أنه من أجل للحصول على لتر واحد زيت أرغان، يلزم مقدار 70 كيلوغرام من الحَبّ. يتم إعطاء زيت الأركان كهدية زفاف، ويستخدم على نطاق واسع في إعداد أطباق احتفالية متنوعة ك"آملو"، وهو عبارة عن وصفة من المطبخ المغربي خليط من زيت الأركان واللوز والعسل. يتناول أساسا في وجبة الفطور مصحوبا بأتاي وهو معروف بخواصه المقوية. |
| الحمية المتوسطية                                                  |  | المغرب المتوسطي، بالإشتراك مع قبرص، كرواتيا، إسبانيا، اليونان، إيطاليا، البرتغال 34°2′0″N 6°50′0″W / 34.03333°N 6.83333°W | 00884 | 2008 | حمية البحر الأبيض المتوسط' هي توصية غذائية حديثة تتميز بها الأنماط الغذائية التقليدية لبعض دول المتوسط منها المغرب واليونان وجنوب إيطاليا، وإسبانيا ترتكز الجوانب الرئيسية لهذا النظام الغذائي باستهلاك نسبة عالية من زيت الزيتون والبقوليات والحبوب الكاملة والحبوب غير المكررة، والفواكه، والخضروات، واستهلاك كمية معتدلة إلى كبيرة من الأسماك. ويعتبر المطبخ المغربي عريقا ومن أكثر المطابخ تنوعا في العالم. فهو مزيج من المطبخ الأمازيغي والعربي، والمغاربي، والشرق أوسطي، والمتوسطي والأفريقي. ساعده في ذلك أنه يتوفر على خاصائص غذائية متميزة وغنية في هذا الإطار، منها اعتماد زيت الزيتوب كمادة غذائية أساسية بالإضافة إلى توفره على شجر الأرغان واعتماد الخضروات والفواكه والفواكه الجافة والشاي في النظام الغذائي اليومي المنتمي بصفات حمية البحر الأبيض المتوسط. حيث يصنف من بعض الاختصاصيين الأول عربيا وإفريقيا والثالث عالميا.                                                                   |
| موسم طانطان                                                       |  | المغرب 34°2′0″N 6°50′0″W / 34.03333°N 6.83333°W                                                                           | 1401  | 2005 | صنف طانطان ضمن روائع التراث الشفهي اللامادي للإنسانية، وهو موسم سنوي يحافظ على تراث المنطقة الثقافي اللاّمادي. يتميز بتعدد أشكاله الثقافية اللامادية من موسيقى ورقص وطقوس وميثولوجيا ومعارف وممارسات ذات صلة بالطبيعة والكون ومهارات مرتبطة بالممارسات الحرفية التقليدية بالإضافة إلى مجالات ثقافية أخرى متنوعة. |
| فضاء جامع الفناء الثقافيّ                                          |  | مراكش 31°37′33″N 7°59′22″W / 31.62583°N 7.98944°W                                                                         | 00014 | 2008 | يرجع تاريخ ساحة الفنا إلى عهد تأسيس مدينة مراكش سنة (1070-1071)م، في عهد الدولة المرابطية خلال القرن الخامس الهجري كنواة للتسوق، تزايدت بعد تشييد مسجد الكتبية بعد قرابة قرن كامل. وهي تعد رمزا للمدينة، تتميز بحيويتها وجاذبيتها. كأ حد أبرز المجالات الثقافيّة في مراكش وقد استحالت أحد رموز المدينة منذ تأسيسها في القرن الحادي عشر. وهي تمثّل تجمّعاً فريداً من نوعه لتقاليد الشعب المغربي الشعبية التي تؤدى من خلال التعابير الموسيقيّة والدينيّة والفنيّة إضافة إلى اللقاء بحضارات العالم بإعتبارها كأحد الوجهات السياحية العالمية في إفريقا والجنوب المتوسط. وتقع هذه الساحة المثلثة عند مدخل المدينة تحوطها المقاهي والمتاجر والمباني العامة وتنشط فيها الأعمال التجاريّة اليوميّة ومختلف أشكال الترفيه. |
| الصقارة تراث إنساني حي                                            |  | مناطق متعدد من المغرب، الشاوية، جبال الأطلس والشرق. 31°37′33″N 7°59′22″W / 31.62583°N 7.98944°W                           | 00732 | 2008 | تعتبر هواية الصقارة هواية عريقة وقديمة جدا في المغرب، اعنمت بها العديد من القبائل التي اهتمت بتربية الصقور، وقد صنفت ضمن التراث العالمي اللامادي في المغرب بالتشارك مع العديد من الدول التي تعرف ممارسة هذه الهواية ضمن تراثها الوطني، ومن هذه الدول الإمارات العربية المتحدة، النمسا، بلجيكا، الجمهورية التشيكية، فرنسا، هنغاريا، جمهورية كوريا، منغوليا، قطر، المملكة العربية السعودية، إسبانيا، الجمهورية العربية السورية. |
| مهرجان حب الملوك بمدينة صفرو                                      |  | مدينة صفرو. 33°49′N 4°51′W / 33.817°N 4.850°W                                                                             | 00641 | 2012 | يعتبر المغرب من أهم البلدان المنتجة للكرز، بحوالي 7.4 ألف طن. وعملية جني ثمار الكرز تكون عادة ما بين نهاية شهر مايو وبداية شهر يوليو. وقد أسس مهرجان حب الملوك بمدينة صفرو في المغرب احتفاءا بهذه الفاكهة منذ عام 1920 ميلادية. يحضر هذا المهرجان الكثير من السياح الأجانب علاوة على الزوار المغاربة من العديد من المدن المختلفة. وتتزامن الاحتفالات مع نهاية موسم قطف فاكهة الكرز الذي يسمى (حب الملوك) في المغرب. لمدة ثلاثة أيام في يونيو من كل عام، ويعرف المهرجان اختيار ملكة الجمال، وقد كانت في السابق أحد رموز التعايش في المدينة الصغيرة، حيث يشارك في المسابقات السنوية مسلمات ويهوديات ومسيحيات، ولكن في العقود الأخيرة من القرن الماضي بعد هجرة الفرنسيين بعد الاستقلال، ثم هجرة جل المغاربة من الديانة اليهودية اقتصرت المسابقة على الساكنة المحلية من المسلمات. |
| الجزائر                                                           |  | |       |      | |
| أهليل قورارة التقليدي والعادات المرتبطة به                        |  | منطقة قورارة، ولاية أدرار. 27°52′50″N 0°17′50″W / 27.88056°N 0.29722°W                                                    | 00121 | 2008 | أهليل قورارة: يكتب أيضا"أهليل غرارة": هو تراث شعري وغنائي من منطقة قورارة الواحية الجزائرية التي تبعد عن العاصمة باتجاه الجنوب الغربي بحوالي ألف كلم. كان هذا النوع من الغناء منتشرا في منطقة تميمون وما جاورها، منذ القديم، وكان يعرف قبل الإسلام باسم أزنون ليحمل بعده الاسم الحالي أهليل. ويرى البعض أن هذه التسمية مشتقة من "أهل الليل" باعتبار أن هذا الغناء يؤدى في الليل، بينما ربطها البعض الآخر بالهلال، ويذهب آخرون إلى أن الكلمة جاءت من التهليل لله ومن عبارة "لا إله إلا الله". والأهليل هو عبارة عن نوع من الغناء الموروث بالصحراء الجزائرية. تتناول كلماته المغناة سير الصحابة والأولياء الصالحين وهو ما جعل أحد المختصين يعتبره من الغناء الصوفي المستلهم من الطريقتين "التيجانية" و"القادرية" المنتشرتين في الجزائر ومنطقة المغرب العربي. |
| الزاوية الشيخية والمراسيم المتعلقة بها                            |  | بلدية الأبيض سيدي الشيخ. 32°53′55″N 0°32′22″W / 32.898615°N 0.53936°W                                                     | 00660 | 2008 | تم تصنبف العادات الصوفية المتعلقة بالزاوية الشيخية ضمن قائمة "روائع التراث الشفهي اللامادي للإنسانية" في الجزائر بعد تقديم الملف من طرف الجزائر ودراسته ثم المصادقة عليه من طرف لجنة منظمة اليونسكو للتراث العالمي سنة 2008، وقد عرفت هذه الزاوية إشعاعا روحيا في فترات من الزمن، وكانت مقصد طلاب الروحانيات والتربية الذوقية، وتسعى إلى المحافظة على التراث وتعزيز القيم المجتمعية مثل حسن الضيافة والممارسات الجماعية كالتسابيح، وتلاوة القرآن الكريم، والأغاني والرقصات التقليدية والفلكلورية ولا سيما المبارزات ومسابقات الفروسية. |
| الممارسات والمهارات والمعرفة المرتبطة بمجموعات إمزاد عند الطوارق. |  | تراث مشترك بين جنوب الجزائر وشمالي مالي والنيجر                                                                           | 00891 | 2008 | تم إدراج آلة إمزاد وما يتعلق بها من مهارات ضمن لائحة التراث العالمي الثقافي اللامادي للإنسانية تحت عنوان: الممارسات والمهارات والمعرفة المرتبطة بمجموعات إمزاد عند الطوارق، وتحولت آلة إمزاد إلى رمز إلى موسيقى إمزاد، حيث ارتبطت موسيقى إمزاد بآلة إمزاد ارتباطا جوهريا وثيقا، وقد اعتمدتها اليونيسكو إرثا ثقافيا إنسانيا عالميا، كموسيقى طوارقية بامتياز. حيث تشكل موسيقى الإمزاد وآلتها الموسيقية إحدى مميّزات قبائل الطوارق، وتعزفها النساء على آلة موسيقية أحادية الوتر تُعرَف بالإمزاد. وتجلس العازفة وتضع الآلة على ركبتيها وتعزف عليها باستخدام قوس. وتوفر آلة الإمزاد أنغاما مصاحبة للأشعار أو الأغاني الشعبية التي غالبا ما يؤديها الرجال في المناسبات الاحتفالية في مخيمات الطوارق. وغالبا ما تُعزَف هذه الموسيقى حسب الإعتقاد القديم لإبعاد الأرواح الشريرة، وتخفيف آلام المرضى النفسيين. وتُنقَل وخبرات صناعة الإمزاد من جيل إلى جيل، وتنقل طرق العزف والإنشاد والمعرفة الموسيقية شفهيا من جيل إلى جيل. |
| عادات وطقوس ومراسم السبيبة في واحة جانت بالجزائر.                 |  | واحات جانت بجنوبالجزائر 24°33′18″N 9°29′06″W / 24.555°N 9.485°W                                                           | 00665 | 2008 | هو احتفال تقليدي سنوي يقام بمدينة جانت الجزائرية، وتعتبر تقليدا تراثيا، من أهم المناسبات المحلية العريقة التي تحتفل بها طوارق الصحراء بالجنوب الجزائري، الذي يصادف كل سنة اليوم العاشر من محرم في التقويم الهجري، حيث ترمز هذه المناسبة إلى السلم المدني والسلام والالتحام الاجتماعي، وتعود الاحتفالات إلى قرون عندما تعاقدت قبائل الطوارق في الجنوب الجزائري على الصلح والسلام بين سكان القصرين العتيقين "أزلواز" و"الميهان". وإلى جانب رمزية السلام والالتحام بين قبائل الطوارق، يرى باحثون متخصصون، أن الرقصة تعبر عن حالة من السعادة عندما استطاعت قبيلة الطوارق "آجر" الإنتصار في معركة حاسمة عند تعرضها لخطر تهديدات فرعون مصر. |
| العادات والمهارات الحرفية المرتبطة بزي الزفاف التلمساني           |  | ولاية تلمسان. 34°52′58″N 1°19′00″W / 34.8827758°N 1.3166696°W                                                             | 00668 | 2012 | تم ادراج العادات والتقاليد والمهارات الحرفية المرتبطة بزي الزفاف التقليدي التلمساني، في قائمة اليونسكو للتراث العالمي اللامادي سنة 2012، وعي عادات تقضي بأن ترتدي العروس بحضور أهلها وصديقاتها المدعوات فستاناً تقليدياً من الحرير الذهبي اللون. وتُزين يداها بأنواع مختلفة من نقوش الحناء كتعبير عن الفرح، ثم تأتي امرأة أكبر مسنة، غالبا ما تكون إحدى قرباتها لتساعدها على ارتداء قفطان مخملي مطرز بشكل فني وجمالي وعلى وضع الحلى وتاج مخروطي. وهذه المهارات الحرفية في صناعة هذا النوع من الأزياء الجميلة المرتبطة بزي الزفاف التلمساني المميز والعادات المرتبطة به نقلت من جيل إلى آخر . |
| موريتانيا                                                         |  | |       |      | |
| التهيدين                                                          |  | موريتانيا. | 00524 | 2011 | سجل سنة 2011 ضمن قائمة التراث الثقافي غير المادي الذي يحتاج إلى صون عاجل. ويطلق مصطلح التهيدين على الأدب الملحمي في الشعر الشعبي الموريتاني، اشتهر هذا الفن الشعري الجزلي في منتصف القرن السابع عشر تقريبا. وقد صنفت اليونسكو التهيدين في مؤتمرها المنعقد في مدينة بالي بأندونيسيا على أنه من التراث الإنساني المهدد بالأنقراض. |
| تونس                                                              |  | |       |      | |
| مهارات نساء سجنان في مجال صناعة الفخار                            |  | ولاية بنزرت | 01406 | 2018 | لدى نساء مدينة سجنان مهارات وتقنيات خاصة يتميزون بها في مجال صناعة الفخار. |

## قوائم متعلقة
- قائمة مواقع التراث العالمي في المغرب العربي
- قائمة مواقع التراث العالمي في أفريقيا
- قائمة مواقع التراث العالمي في الدول العربية
- قائمة مواقع التراث العالمي المعرضة للخطر

### مواضيع متعلقة
- التراث العالمي
- اليونسكو
- التراث الثقافي غير المادي
- روائع التراث الشفهي اللامادي للإنسانية